# 箱根西麓·三島大吊橋
箱根西麓·三島大吊橋（日语：箱根西麓・三島大吊橋）简称为三島步行橋（日语：三島スカイウォーク）是一座位于日本靜岡縣三島市箱根山破火山口西南缘的一座人行桥，全长400（1,300英尺），超过了2006年开通的长390米的九重“夢”大吊橋，是2015至今的日本最长的人行桥。游客站在桥上可看到富士山和駿河灣的全景。